# Матійчук Василь Васильович
Василь Васильович Матійчук (1990—2023) — солдат Збройних Сил України, учасник російсько-української війни, який відзначився у ході російського вторгнення в Україну. Герой України (2023, посмертно).

## Життєпис
Народився 1990 року в с. Хімчин Косівського район Івано-Франківської області. Вищу освіту здобув у Київському міжнародному університеті за спеціальністю «журналістика».
Під час російського вторгнення в Україну став на захист країни. З травня 2022 року воював у складі  у 74 окремого батальйону 102-гої окремої бригади територіальної оборони аеророзвідником у поблизу м. Гуляйполе Запорізькій області. Проявив себе як успішний коригувальник вогню за допомогою дронів.
Загинув 8 квітня 2023 року від ворожого дрона поблизу села Малинівка Пологівського району Запорізької області у віці 32-х років.
Похований у с. Хімчин Косівського район Івано-Франківської області.

## Вшанування пам'яті
14 квітня 2023 року було зареєстровано електронну петицію до президента України про присвоєння звання Героя України (посмертно) Матійчуку Василю Васильовичу. Вона набрала у відведений термін понад 25 тисяч підписів та була розглянута президентом..

## Нагороди
- Звання «Герой України» з удостоєнням ордена «Золота Зірка» (29 вересня 2023, посмертно) — за особисту мужність і героїзм, виявлені у захисті державного суверенітету та територіальної цілісності України, самовіддане служіння Українському народові[4].